# Konstituante

Emblem der Nationalversammlung

Als Konstituante, französisch Assemblée nationale constituante (Verfassunggebende Nationalversammlung), wird jene französische Nationalversammlung bezeichnet, die vom 9. Juli 1789 bis zum 2. September 1791 mit dem Ziel tagte, Frankreich eine erste Verfassung zu geben. Im Zuge einer vorläufigen Konsolidierungsphase der Französischen Revolution führte die Konstituante tiefgreifende Reformen durch und legte schließlich die sogenannte Verfassung von 1791 vor, mit der Frankreich in eine konstitutionelle Monarchie umgewandelt wurde. Der Konstituante folgte die Gesetzgebende Nationalversammlung (frz. Assemblée nationale législative), der keine Mitglieder der Konstituanten angehören durften.

## Die Konstituante, 1789–1791

### Der Weg zur verfassunggebenden Versammlung

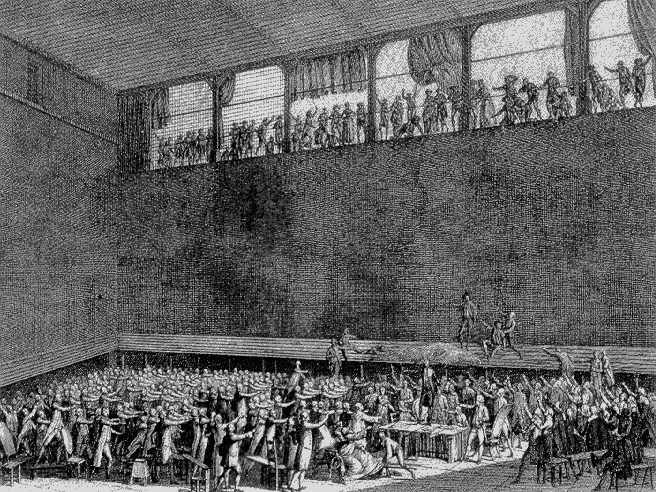
Le serment du Jeu de Paume. Kupferstich von Pierre-Gabriel Berthault nach einer Zeichnung von Jean-Louis Prieur (1789). Die Abgeordneten schwören, nicht eher auseinanderzugehen, als bis sie Frankreich eine Verfassung gegeben haben.

In den Jahrzehnten vor Ausbruch der Revolution hatte sich die Finanzkrise des absolutistischen Frankreich immer weiter verschärft. Zur Abwendung des Staatsbankrotts ließ der französische König Ludwig XVI. zum 5. Mai 1789 die Generalstände einberufen. In der Debatte, ob nach Ständen oder nach Köpfen abgestimmt werden sollte, kam es zum Bruch zwischen den Vertretern des Dritten Standes und denen des Adels und des Klerus; innerhalb der Vertreter der ersten beiden Stände gab es allerdings ebenfalls Konflikte und unterschiedliche Auffassungen. Anderthalb Monate nach dem Zusammentreten der Generalstände begann die politische Revolution, als sich die Abgeordneten des Dritten Standes – zusammen mit mehreren Vertretern der ersten beiden Stände – auf Vorschlag des Abbé Sieyès am 17. Juni 1789 zur alleinigen Interessensvertretung des Volkes, also zur Nationalversammlung (frz. Assemblée nationale) erklärten. Drei Tage später folgte der berühmte Ballhausschwur, mit dem die Abgeordneten sich verpflichteten, nicht eher auseinanderzugehen, als bis sie Frankreich eine Verfassung gegeben hätten. Am 23. Juni schließlich widersetzte sich der Dritte Stand unter Führung des Comte de Mirabeau dem Befehl Ludwigs XVI., wieder nach Ständen und nicht gemeinsam zu tagen. Damit hatte die absolute Monarchie in Frankreich aufgehört zu existieren. Am 7. Juli wurde ein Ausschuss mit dem Auftrag gebildet, eine Verfassung zu entwerfen. Am 9. Juli 1789 schließlich bezeichnete sich die Nationalversammlung als „Verfassunggebende Versammlung“.

### Zusammensetzung, Tagungsort und Gruppierungen

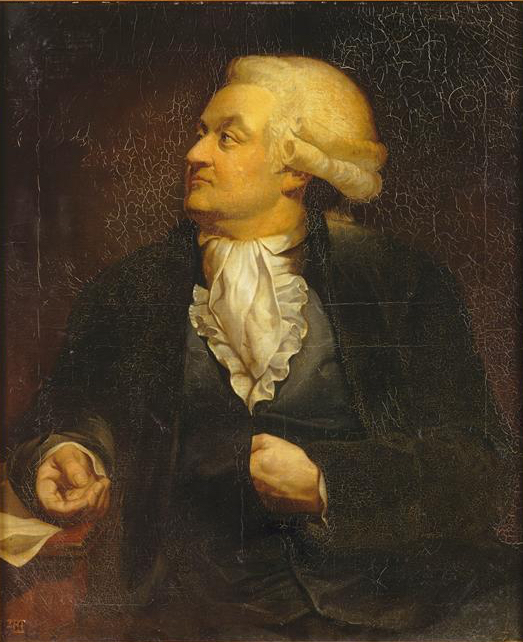
Honoré-Gabriel Riqueti, comte de Mirabeau. Ölgemälde von Philippe Auguste Jeanron, erste Hälfte des 19. Jahrhunderts. Mirabeau strebte ein Bündnis von Königtum und Drittem Stand an.

Die insgesamt 1.315 Deputierten setzten sich wie folgt zusammen: 25 % von ihnen waren Angehörige des Klerus, 18 % gehörten zum Militär (in erster Linie Adelige), 40 % waren Juristen oder Träger von öffentlichen Ämtern, 7 % der Deputierten waren Unternehmer; unterrepräsentiert waren die Deputierten vom Land; das einfache Volk der Städte fehlte gänzlich.
Getagt wurde zunächst in Versailles, wo die Generalstände im Mai 1789 zusammengetreten waren. Als Ludwig XVI. sich im Zuge des zweiten Pariser Volksaufstandes am 6. Oktober 1789 unter dem Druck der Massen zu einer Übersiedlung nach Paris bereiterklärte, folgten ihm die Deputierten dorthin. Sie richteten sich zunächst im Palast des Pariser Erzbischofs ein und tagten ab November 1789 in der schmalen und nur schlecht beleuchteten und belüfteten „Salle du Manège“ in direkter Nähe zur Residenz des Königs, dem Palais des Tuileries.
Parteien im modernen Sinne gab es nicht. Am 28. August 1789 hatten sich die Abgeordneten in zwei getrennt sitzende Gruppen gespalten. Diese Sitzordnung orientierte sich am britischen Unterhaus, wo die Regierungspartei zur Rechten des Sprechers saß und die Opposition links von ihm. Dementsprechend ließen sich die Befürworter eines absoluten Vetorechts für den französischen König, die sogenannten „Aristokraten“ (frz. aristocrates) zur Rechten des Präsidenten nieder, während sich die eifrigsten Anhänger der Revolution und Befürworter einer vom Volkswillen begrenzten Monarchie, die sogenannten „Patrioten“ (frz. patriotes), links von ihm gruppierten. Die „Patrioten“ schieden sich schon bald in die „Moderaten“ (frz. modérés), die sich für eine konstitutionelle Monarchie mit Zweikammerparlament nach englischem Vorbild aussprachen und die „Fortschrittlichen“ (frz. avancés) oder „Konstitutionellen“ (frz. constitutionnels), die für nur eine Kammer plädierten. Dies gilt als die Etablierung des Links-Rechts-Spektrums, nach dem seither viele Sitzordnungen von Parlamenten strukturiert sind.
Die wichtigsten Redner waren Jacques Antoine Marie de Cazalès und der Abbé Jean-Siffrein Maury für die rechte Seite, Stanislas de Clermont-Tonnerre, Pierre-Victor Malouet und Jean-Joseph Mounier rechts der Mitte, Jean-Sylvain Bailly, Marie-Joseph Motier, Marquis de La Fayette, Gabriel de Riqueti, comte de Mirabeau und Emmanuel Joseph Sieyès für die Mitte, das sogenannte „Triumvirat“ Antoine Barnave, Adrien Duport und Charles de Lameth links der Mitte, sowie François-Nicolas-Léonard Buzot, Jérôme Pétion de Villeneuve und Maximilien de Robespierre am äußersten linken Rand, zu jenem Zeitpunkt aber noch relativ unbekannt und ohne großen Einfluss.

### Reformarbeit der Konstituante
Vom Herbst 1789 bis zum Herbst 1791 führte die Konstituante eine lange Reihe von Reformprojekten durch, die zu tiefgreifenden sozialen, wirtschaftlichen und strukturellen Umwälzungen führten.
In der Nacht vom 4. auf den 5. August 1789 wurde während einer Diskussion über Möglichkeiten zur Niederschlagung der Bauernaufstände (frz. Grande Peur) auf Vorschlag des Vicomte de Noailles die Abschaffung der grundherrlichen Rechte (grundherrliche Gerichtsbarkeit, Jagdrecht, Bannrecht) beschlossen. In der von revolutionärer Begeisterung getragenen Sitzung wurden darüber hinaus die Ämterkäuflichkeit, der Kirchenzehnte, die Zünfte und Innungen sowie die Privilegien von Provinzen und Einzelpersonen abgeschafft. Auch wenn das spätere Dekret vom 11. August die Beschlüsse des 4. August relativierte, so war dies der endgültige Bruch mit dem Ancien Régime.
Als erstes Ergebnis der Beratungen über die spätere Verfassung beschlossen die Deputierten als deren Präambel die Erklärung der Menschen- und Bürgerrechte, die am 26. August 1789 veröffentlicht wurde. Der nach dem Vorbild der amerikanischen Unabhängigkeitserklärung von La Fayette eingebrachte Text garantierte das Recht aller Menschen auf persönliche Freiheit, Schutz des Eigentums und Gleichheit vor dem Gesetz. Einige Fragen blieben hierbei allerdings unberücksichtigt. So wurde etwa die für die Antilleninsel Saint-Domingue (heute Haiti) aufgrund der dort seit Beginn der Revolution auftretenden Unruhen brennende Frage einer Abschaffung der Sklaverei im Rahmen der Debatte um die Erklärung der Menschen- und Bürgerrechte nicht diskutiert. In diesem Punkt setzten sich zunächst wirtschaftliche Interessen durch; die Sklaverei wurde erst am 28. September 1791 abgeschafft.

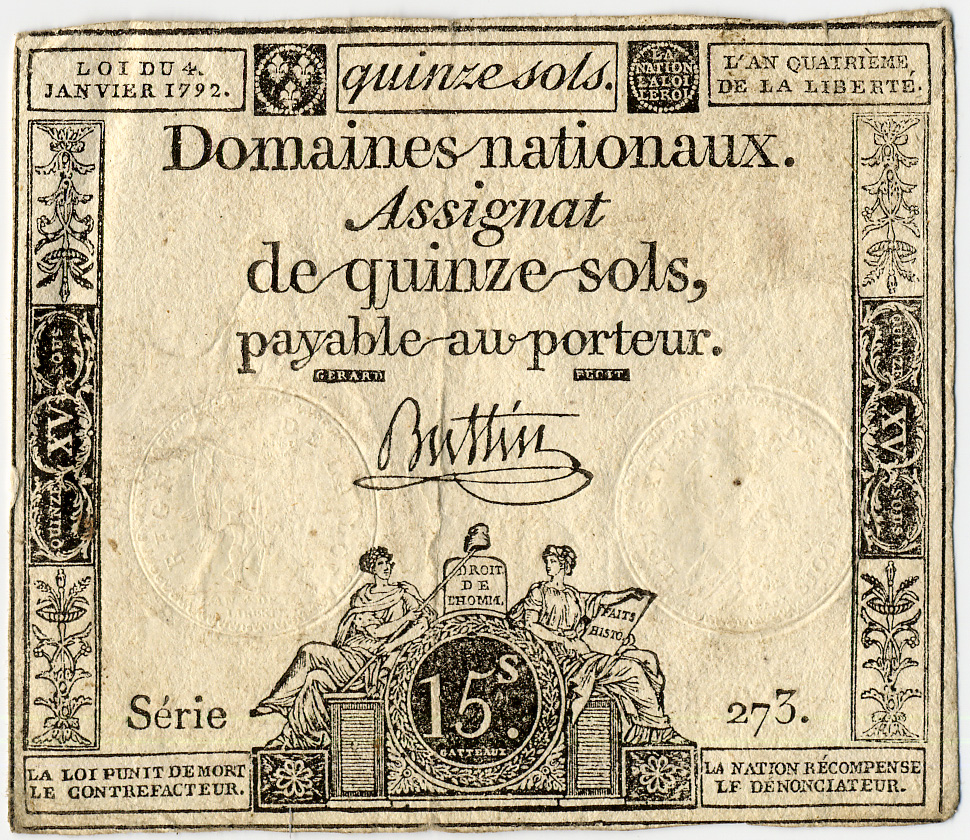
Das Papiergeld der Revolution: hier ein Assignat im Wert von 15 Sols.

Da der Staatsbankrott feststand und auch zwei neue, von Necker initiierte Staatsanleihen nicht den gewünschten Erfolg brachten, bestand auf dem Gebiet der Finanzen dringender Handlungsbedarf. Einer Idee Talleyrands folgend, entschieden sich die Abgeordneten der Nationalversammlung am 2. November 1789 zu einer vollständigen Enteignung der Kirchengüter. Da der Verkauf dieser riesigen Ländereien erst im Verlauf mehrerer Jahre abgewickelt werden konnte und der Staat dringend Geld benötigte, wurden per Dekret vom 19./21. Dezember 1789 sogenannte Assignaten als Staatsschuldscheine ausgegeben. Ihr Wert war durch den zu erwartenden Verkaufserlös der fortan als „Nationalgüter“ (frz. biens nationaux) betitelten Grundstücke der Kirche gedeckt. Die Ausgabe der Assignaten führte Frankreich jedoch nicht dauerhaft aus der Finanzkrise. Je weiter das Staatsdefizit anwuchs, umso mehr Assignaten wurden ausgegeben. Spätestens seit Beginn des Jahres 1791 schwand das Vertrauen in das neue Zahlungsmittel in dem Maße, wie immer neue Emissionen den Wertverfall des Papiergeldes anheizten. Die durch die Streichung eines Großteils der bisher erhobenen indirekten Steuern und die Erhebung neuer Steuern (Grundsteuer auf Boden und Gebäude, Steuern auf Personen und beweglichen Besitz sowie Abgaben auf Gewerbe- und Handelserträge) herbeigeführte Neuordnung des Steuerwesens stellte kurzfristig keine Lösung dar, da ein Beamtenapparat zur Einziehung dieser Steuern fehlte und den Staatsausgaben damit keine ausreichenden Einnahmen gegenüberstanden.
Da die verschieden großen und mit unterschiedlichen Privilegien ausgestatteten französischen Provinzen des Ancien Régime als unvereinbar mit der Gleichheit aller Bürger angesehen wurden, beschlossen die Deputierten am 11. November 1789 eine Neuaufteilung des französischen Staatsgebietes. Nach einer dreimonatigen Planungsphase verabschiedete die Konstituante am 26. Februar 1790 die Schaffung von 83 ungefähr gleich großen Verwaltungseinheiten, den sogenannten „Départements“. Diese waren nach Distrikten, Kantonen und Gemeinden gegliedert und wurden von gewählten, permanent tagenden Direktorien geleitet.
Am 13. Februar 1790 löste die Verfassunggebende Versammlung die religiösen Orden mit Ausnahme der in der Krankenpflege und im Schulwesen tätigen Gemeinschaften auf. Anschließend befasste sich ein in der Mehrheit mit Laien besetzter Kirchenausschuss mit der Neuordnung der Weltgeistlichkeit. Als Ergebnis dieser Beratungen wurde am 12. Juli 1790 die Zivilverfassung des Klerus (frz. Constitution civile du clergé) beschlossen, die die Geistlichen zu vom Volk gewählten und vom Staat besoldeten Beamten machte. Die Zahl der Diözesen wurde – gemäß der Zahl der Départements – von 135 auf 83 verringert und die Pfarreien neu eingeteilt. Da der Staat nach der Enteignung der Kirche die Kosten für den Unterhalt des Klerus übernahm, legten die Deputierten fest, dass alle Priester den Eid auf die neue Verfassung zu leisten hatten. Dies führte zu einer tiefen Kirchenspaltung, da zahlreiche Geistliche – einem Spruch Papst Pius VI. folgend – den Schwur auf die Verfassung verweigerten und sich einer Räumung ihrer Pfarrstelle widersetzten oder den Weg ins Exil wählten.

### Die Verfassung von 1791

Die französische Verfassung von 1791

Die am 3. September 1791 angenommene Verfassung beinhaltete die Prinzipien der Gewaltenteilung: Der König bildete zusammen mit den Ministern und der Verwaltung die Exekutive, als Legislative fungierte die Nationalversammlung. Die Judikative war unterteilt in das Hochgericht für Anklagen gegen Staatsfunktionäre, das Berufungsgericht als oberstes Gericht sowie diverse Gerichte auf niedriger Ebene, deren Richter ebenso wie die Beamten und die Abgeordneten der Nationalversammlung von den Aktivbürgern gewählt wurden. Aktivbürger waren alle Männer über 25 Jahre mit einem gewissen Steueraufkommen, alle anderen waren von der Stimmabgabe ausgeschlossen (Zensuswahlrecht).

## Zeittafel
1789
- 5. Mai: Eröffnung der Generalstände durch Ansprachen des Königs, des Siegelbewahrers Charles de Barentin und des Finanzministers Jacques Necker[2]
- 6. Mai: Beginn der nach Ständen getrennten Wahlprüfung. Die Abgeordneten des Dritten Standes, welche sich „Députes des communes“ („Abgeordnete der Gemeinen“) nennen, fordern die beiden anderen Stände zur gemeinsamen Wahlprüfung auf, was jedoch sowohl der Erste (mit 133 gegen 114 Stimmen) als auch der Zweite Stand (mit 141 gegen 47 Stimmen) ablehnen[3][2]
- 10. Juni: Der Dritte Stand der Generalstände fordert den Ersten und den Zweiten Stand derselben ultimativ zum Zusammenschluss bzw. zur gemeinsamen Wahlprüfung auf[4]
- 13. Juni: Drei Mitglieder des Ersten Standes aus der Sénéchaussée von Poitiers schließen sich dem Dritten Stand an[5]
- 14. Juni: Das insgesamt sechste Mitglied des Ersten Standes schließt sich dem Dritten Stand an, darunter der Abbé Grégoire[5]
- 16. Juni: Nunmehr sind bereits zehn Mitglieder des Ersten Standes mit dem Dritten Stand vereint[5]
- 17. Juni: Der bereits um 19 Mitglieder des Ersten Standes vermehrte Dritte Stand der Generalstände erklärt sich mit 491 gegen 90 Stimmen zur „Assemblée nationale“ („Nationalversammlung“)[6]
- 19. Juni: Eine knappe Mehrheit des (geistlichen) Ersten Standes (149 gegen 137 Stimmen) der Generalstände beschließt den Zusammenschluss mit dem Dritten Stand, wohingegen der (adelige) Zweite Stand diesen mehrheitlich (bei allerdings 80 sich für den Zusammenschluss aussprechenden Stimmen[6]) ablehnt[7]
- 19. Juni: Kronratssitzung, auf welcher beschlossen wird, eine gemeinsame Sitzung aller drei Stände einzuberufen, auf welcher der König die bisherigen Beschlüsse der Nationalversammlung und des ersten Standes aufheben wird; ferner Beschluss, bis dahin den Versammlungssaal der Nationalversammlung in der Salle des Menus verschlossen zu halten, um den Vollzug der vom Klerus mehrheitlich beschlossenen Vereinigung mit dem Ersten Stand zu unterbinden[8]
- 20. Juni: Ballhaushausschwur, d. h. Versprechen „niemals auseinander zu gehen und sich überall zu versammeln, wo es die Umstände gebieten sollten, bis die Verfassung des Königreichs ausgearbeitet ist und auf festen Grundlagen ruht“[9]
- 22. Juni: Erste gemeinsame Sitzung der Mehrheit des (geistlichen) Ersten Standes und des Dritten Standes in der Versailler Kirche Saint-Louis, an welcher auch zwei Mitglieder des (adligen) Zweiten Standes aus der Dauphiné teilnehmen[10]
- 23. Juni: Missachtung des im Anschluss an die Thronsitzung (= gemeinsame Sitzung aller drei Stände) ergangenen königlichen Befehls, auseinanderzugehen und die Beratungen am Folgetag nach Ständen getrennt wiederaufzunehmen; zu diesem Zeitpunkt haben sich bereits 149 Geistliche und drei Adelige der Nationalversammlung angeschlossen[11]. Ignorierung der vom königlichen Zeremonienmeister wiederholten Aufforderung, sich zu zerstreuen und Zubilligung von Immunität an die Mitglieder der Nationalversammlung[8]
- 24. Juni: Gemeinsame Sitzung des Dritten und Standes und der Mehrheit des Klerus[8]
- 25. Juni: Bereits insgesamt 47 Angehörige des (adligen) Zweiten Standes unter Führung des Herzogs von Orleans schließen sich der Nationalversammlung an[12]
- 25. Juni: Pressefreiheit[13]
- 27. Juni: Aufforderung des Königs an die Minderheit der Mitglieder des Ersten und die Mehrheit der Mitglieder des Zweiten Standes, sich mit dem Dritten Stand zu vereinigen[14]
- 7. Juli: Einsetzung eines 30-köpfigen Verfassungsausschusses[15]
- 9. Juli: Die Nationalversammlung erklärt sich zur „verfassunggebenden Nationalversammlung“
- 4./5. August: Abschaffung des Feudalsystems und der Privilegien
- 26. August: Veröffentlichung der Erklärung der Menschen- und Bürgerrechte
- 10. September: Ausgestaltung der gesetzgebenden Nationalversammlung als Einkammerparlament und damit Absage an ein Zweikammerparlament mit aristokratischem Oberhaus
- 11. + 21. September: Vetorecht des Königs gegen Beschlüsse der gesetzgebenden Nationalversammlung „mit aufschiebender Wirkung während zweier Legislaturperioden“[16]
- 12. September: Festsetzung der Dauer der Legislaturperiode der gesetzgebenden Nationalversammlung auf zwei Jahre
- 10. Oktober: Veränderung der Titulatur des Königs (vorher: „Ludwig von Gottes Gnaden König von Frankreich und Navarra“, nachher: „Ludwig von Gottes Gnaden und durch die Staatsverfassung König der Franzosen“)[17]
- 12. Oktober: Erste Sitzung der Konstituante in Paris, und zwar im erzbischöflichen Palais[18]
- 2. November: Nationalisierung der Kirchengüter (als sogenannte „Nationalgüter“ mit einem geschätzten Wert von 3–4 Milliarden Livres)[19][20], wobei der Staat im Gegenzug die Verpflichtung übernahm, für den Unterhalt der Priester zu sorgen (bei einer Anhebung des Jahresgehalts für Pfarrer von 750 Livres auf 1.200 Livres) und die Kosten für den Gottesdienst und die Armenfürsorge zu tragen[21]
- 7. November: Unvereinbarkeit von Mitgliedschaft in der laufenden Nationalversammlung und Ministeramt[22]
- 9. November: Umzug der Konstituante in die Salle du Manège am Rande der Tuilerien
- 19./21. Dezember: Ausgabe von Assignaten für 400 Millionen Livres
- 22. Dezember: Indirektes Zensuswahlrecht mit Einteilung in Aktiv- und Passivbürger[23]
- 24. Dezember: Gewährung voller staatsbürgerlicher Rechte für die Protestanten[24]

1790 („Das glückliche Jahr der Revolution“ bzw. deren „ereignisärmstes Jahr“)
- 28. Januar: Emanzipation der in Südwestfrankreich und der früheren päpstlichen Enklave Avignon lebenden sephardischen Juden[27]
- 4. Februar: Auftritt des Königs vor der Konstituante, in welchem dieser seine Loyalität zur entstehenden Verfassung beteuert[28]
- 13. Februar: Auflösung der religiösen Orden und Verbot des Ablegens eines Gelübdes[29]; hiervon ausgenommen sind jedoch die unterrichtenden und karitativen Orden[30]
- 17. Februar: Die Assignaten werden als Papiergeld deklariert
- 23. Februar: Verpflichtung der Pfarrer zur Verlesung der Beschlüsse der Nationalversammlung während des Gottesdienstes[31]
- 26. Februar: Aufteilung Frankreichs in 83 ungefähr gleich große Départements
- 13. März: Freilassung aller Personen, welche sich aufgrund eines lettre de cachet oder ähnlicher willkürlicher Anordnungen in Haft befinden; hierdurch erlangte u. a. der Marquis de Sade die Freiheit.
- 21. März: Abschaffung der Salzsteuer[32]
- 3. April: Aufhebung des Handelsmonopols der Ostindienkompanie[33]
- 20. April: Verwaltung der Kirchengüter wird dem Klerus entzogen
- 22. Mai: Verzicht auf Eroberungskriege und Versprechen, die französischen Streitkräfte „niemals gegen die Freiheit eines anderen Volkes zu verwenden“[34]; Recht des Königs zur Kriegserklärung nur bei Zustimmung der Nationalversammlung[35]
- 19. Juni: Abschaffung des Adels
- 12. Juli: Verabschiedung der Zivilverfassung des Klerus
- 16. Juli: Beschluss über die allmähliche Veräußerung sämtlicher Nationalgüter[36]
- 29. September: Ausgabe von Assignaten für 800 Millionen Livres
- 21. Oktober: Einführung der blau-weiß-roten Trikolore als Nationalflagge[37]
- 31. Oktober: Abschaffung der Wege- und Binnenzölle, dadurch insbesondere auch Eingliederung der faktischen Auslands-Provinzen Elsaß und Lothringen[32]
- 23. November 1790: Einführung einer Grundsteuer, welche Einkünfte aus Grund und Boden erfasst[38]
- 27. November: Die Geistlichen müssen den Eid auf die Verfassung ablegen, was in der Folgezeit nur eine einstellige Anzahl von Bischöfen und etwa die Hälfte der Pfarrer tun[39]

1791
- 13. Januar: Einführung einer Mobiliarsteuer, welche das Arbeitseinkommen betraf, dessen Höhe an der Miete oder an dem Mietwert der Wohnung gemessen wurde[38]
- 18. Januar: Freigabe des Handels mit dem Senegal[33]
- 2. März: Abschaffung der Zünfte und Innungen sowie der städtischen Einfuhrzölle und indirekten Steuern durch das sog. Gesetz Allarde[40][41][42]
- 2. März: Einführung einer Gewerbesteuer auf Einkünfte aus Handel und Industrie[43]
- 18. März: Erlass einer Zollverordnung, durch welche die Kolonien verpflichtet wurden, ausschließlich mit dem Mutterland Handel zu treiben[44]
- 7. April: Mitglieder der Nationalversammlung können frühestens vier Jahre nach Ablauf der Legislaturperiode ein Ministeramt übernehmen
- 19. April: Auftritt des Königs vor der Nationalversammlung, nachdem diesem am Vortage die Abreise in das Schloss von Saint-Cloud verweigert worden war[45]
- 7. Mai: Den eidverweigernden Priestern wird erlaubt, in besonderen Kirchen Gottesdienste abzuhalten[46]
- 15. Mai: Zuerkennung der Bürgerrechte an die sog. „freien Farbigen“, also alle nicht mehr versklavten Schwarzen, in den Kolonien[47]
- 16. Mai: Mitglieder der Konstituante dürfen nicht Mitglied der gesetzgebenden Nationalversammlung werden[48]
- 14. Juni: Koalitions- und Streikverbot (in Kraft im Falles des Streikverbots bis 1864 bzw. im Falle des Koalitionsverbots bis 1884) durch das sog. Gesetz Le Chapelier, benannt nach dem Antragsteller[49]
- 22. Juli: Aufhebung des Handelsmonopols von Marseille für die Häfen Kleinasiens und Nordafrikas[33]
- 28. Juli: Gesetz über die Nationalgarde, welches bestimmt, dass dieser nur Aktivbürger angehören dürfen[50]
- 3. September: Inkrafttreten der Verfassung von 1791
- 14. September: Aufnahme der Grafschaften Avignon und Venaissin, welche bis dahin zum Kirchenstaat gehört hatten, in den französischen Staat[51]
- 14. September: Schwur Ludwigs XVI. auf die Verfassung
- 24. September: Rückgängigmachung des Dekrets vom 15. Mai 1791, durch welches den sog. „freien Farbigen“ in den Kolonien die Bürgerrechte zuerkannt worden waren[24][47]
- 25. September: Verabschiedung des code pénal (Strafgesetzbuch), welcher die sogenannten imaginären Delikte (z. B. Gotteslästerung, Majestätsbeleidigung) straffrei stellt[52]
- 28. September: Abschaffung der Sklaverei in Frankreich bei Aufrechterhaltung derselben in den Kolonien[24]
- 28. September: Emanzipation der im Elsaß lebenden (aschkenasischen) Juden[53]
- 30. September: Letzte Sitzung und Auflösung der Konstituante

## Mitglieder
Liste der Mitglieder der Konstituante

## Präsidenten
Liste der Präsidenten der Konstituante